# Merkwiller-Pechelbronn
Merkwiller-Pechelbronn es una localidad y  comuna francesa, situada en el  departamento de Bajo Rin, en la región de  Alsacia.
La comuna está ubicada en los límites del  Parque natural regional de los Vosgos del Norte.
Pechelbronn alberga uno de los primeros pozos de extracción de  petróleo del mundo, operativo entre 1740 y 1970.

## Demografía
| 774 | 778 | 772 | 776 | 825 | 828 |
| Para los censos de 1962 a 1999 la población legal corresponde a la población sin duplicidades (Fuente: INSEE [Consultar]) |     |     |     |     |     |

## Patrimonio
- Museo del petróleo de Merkwiller-Pechelbronn